# Bernoullia flammea
Bernoullia flammea là một loài thực vật có hoa trong họ Cẩm quỳ. Loài này được Oliv. mô tả khoa học đầu tiên năm 1873.